# Ford Focus
Ford Focus (транскр.  Форд фокус) (енгл. Ford Focus) је аутомобил ниже средње класе, који производи америчка фабрика аутомобила Форд од 1998. године до данас. Тренутно се производи у четвртој генерацији. Форд планира да због пада интересовања купаца оваквих врста аутомобила, у јулу 2025. године заврши производњу фокуса.

## Име аута и одлука за овај назив
Одлука да се нови аутомобил назове Форд фокус донета је почетком 1998. године, пошто је виши менаџмент Форда планирао да задржи “Ескорт“ натписну плочицу за своју нову генерацију малих породичних аутомобила. Проблем у последњем тренутку настао је у јулу 1998. када је суд у Келну, одговарајући на случај који је покренуо издавач Бурда, наредио Форду да избегава назив „Фокус“ за аутомобиле на немачком тржишту пошто је то име већ преузео један од његових часописи (Фокус). Овај једанаесточасовни спор је ипак решен и аутомобил је лансиран под именом “Фокус“.

## Историјат
Фокус је компактни аутомобил где се продаје на већини светских тржишта. У Европи, Јужној Америци и Јужној Африци, фокус је заменио моделе ескорт и орион, а у Аустралији, Новом Зеланду и Јапану је заменио модел ласер.
Форд фокус је доступан у неколико варијанти каросерије, хечбек са троја и петора врата, а од 1999. године и лимузина са четвора врата и караван са петора врата. На основу фокуса су изведени компактни минивен Форд ц-макс, као и кросовер Форд куга.
Од маја 2018. године сва Фордова путничка возила, осим мустанга, што значи и фокус су укинута на северноамеричком тржишту због пада интересовања купаца за овом врстом возила и како би се фокусирали на развој камионета (пикапова) и кросовера.

### Прва генерација (2000–2007)
Прва генерација се нашла на тржишту 1998. године у Европи. Годину дана касније долази и на тржиште Северне Америке, а 2002. године у Аустралију. Постао је најбоље продаван аутомобил у Уједињеном Краљевству, пратећи успех свог претходника ескорта. У периоду између 2001. и 2002. године постао је најпродаванији аутомобил на свету. Године 1999, освојио је титулу Европског аутомобила године.
Када се фокус први пут појавио, његов изглед је био контроверзан. Шасија је одлично избалансирана па тако пружа велики ужитак у вожњи. У кабини простора има за пет одраслих особа, једино на задњој клупи има мало проблема са простором за ноге. Кабина је такође одлично дизајнирана и практична па тако има пуно преграда за разне ситнице, а сама инструмент табла је прегледна са свим командама на дохват руке. Редизајн је урађен 2001. године, а нови модели се препознају по другачијој предњој масци, лепшим браницима и мигавцима који су убачени у фарове.
Уграђивали су се бензински мотори од 1.4 (75 КС), 1.6 (100 КС), 1.8 (115 КС), 2.0 (130, 173 и 215 КС) и дизел мотори од 1.8 TDDi (75 и 90 КС), 1.8 DuraTORQ TDCi (100 и 115 КС). Све верзије намењене европском тржишту су са 16 вентила и две брегасте осовине. Мотори за амерички фокус се разликују. Имају само једно брегасто вратило.

#### Галерија
- I генерација
- I генерација
- I генерација, лимузина
- I генерација, караван
- унутрашњост
- I генерација, редизајн
- I генерација, редизајн
- I генерација, редизајн
- I генерација, редизајн, лимузина
- I генерација, редизајн, караван
- унутрашњост, редизајн

### Друга генерација (2004–2011)
Потпуно нова друга генерација је представљена јавности на париском салону аутомобила 23. септембра 2004. године, као хечбек са троја и петора врата и као караван, док је четворовратна седан верзија приказана на салону у Пекингу у лето 2004. године. На европском тржишту је у продаји од јануара 2005. године. Редизајн је доживела у јануару 2008. године, прво у хечбек и седан верзијама, а неколико месеци касније и у караван верзији.
Фокус друге генерације развијен је под кодним називом Ц307, користи Фордову Ц1 платформу коју такође користе и Волво S40, V50, и C70, Мазда3 и Фокус ц-макс. Форд ово дељење платформи назива глобалном разменом технологија. Друга генерација је много конзервативније дизајнирана у односу на успешно дизајнирану прву генерацију. Следе стилска решења која су коришћена на мондеу и фијести, такође су кориштена нека решења са напуштеног пројекта Б, који је требало да представља оригиналну верзију фокуса, али никада није ушао у производњу. У унутрашњости су кориштени квалитетнији материјали него на претходном моделу. Дужи је од прве генерације за 168 mm, шири 138 mm, и нижи 8 mm, као резултат тога дошло је до повећања унутрашњег простора. Имплементиране су и нове технологије као што су стартовање мотора без кључа, блутут хандс-фри телефонирање, гласовне команде за аудио, телефонски и климатски систем. Уграђени су и нови дурашифт (енгл. Durashift) 6-степени мануелни и 4-степени аутоматски мењач, као и потпуно нови роботизовани мењач са двоструким квачилом.

#### Галерија
- II генерација
- II генерација
- II генерација, лимузина
- II генерација, караван
- Купе-Кабриолет
- Купе-Кабриолет
- унутрашњост
- II генерација, редизајн
- II генерација, редизајн
- II генерација, редизајн
- II генерација, редизајн, лимузина
- II генерација, редизајн, караван
- Купе-Кабриолет, редизајн

### Трећа генерација (2010–2018)
Трећа генерација је представљена на сајму аутомобила у Детроиту јануара 2010. године. Производио се у Немачкој, САД, Кини и Русији. Седан је највише усмерен на купце у Америци и Азији, док је хечбек верзија најзанимљивија Европљанима. Од ове генерације, фокус се више не производи као хечбек са троје врата. Форд је одлучио фокус направити глобалним моделом, односно истим аутомобилом у свим деловима света. У продаји је од пролећа 2011. у Европи и Северној Америци. Разлика је само у моторима. За разлику од прве и друге генерације којој је примарни циљ био управљивост, Форд је одлучио с трећом генерацијом отићи корак даље и скинути голфа са трона компактне класе, и због тога ја на новом фокусу радило преко 1.500 људи. Ц1 платформа је одбачена, а нова Global C платформа је донела већи међуосовински размак.
Редизајн треће генерације је урађен у фебруару 2014. године. Добија нови изглед предњег дела у складу са новим Фордовим имиџом. Фарови добијају нови облик чиме се мало мења облик хаубе, светла за маглу више нису округла, већ су у облику четвороугла и око њих долази пластика, доња маска хладњака постаје другачија, знак Форда постаје мањи и ставља се изнад маске хладњака која је инспирисана стилом Астона Мартина. Остатак аутомобила споља ће у суштини остати потпуно непромењен, не рачунајући смањење стоп светала, повећање катадиоптера и измену дизајна врата пртљажника за хечбек. За седан су позади редизајнирана стоп светла која су нешто мања и дизајн врата пртљажника. За караван је рикверц светло измењено. Такође су помало измењени кључ (када није скакавац) и звук давања мигавца. У унутрашњости су нов волан, нови тастери за мултимедију и климу, нов део код мењача, нов део код ручне кочнице, губљење утичнице од 12 волти и стављање оставе на пластику испод наслона за руку са задње стране наслона, измењен тастер за паљење мотора, измењене бројке и путни рачунар на инструмент табли (ако је ту плави путни рачунар) и премештај дугмета за централно закључавање и откључавање врата код кваке возача (а у пакету опреме Titanium се то дугме добија и код кваке сувозача). Редизајн је добио нов пакет опреме. То је ST-Line.
Од мотора, користили су се бензински од 1.0 EcoBoost GTDi (100, 125 и 140 КС), 1.5 EcoBoost GTDi (150 и 182 КС) (за редизајн), 1.6 Duratec Ti-VCT (85, 105, 117, 120 и 125 КС), 1.6 EcoBoost GTDi (150 и 182 КС), 2.0 EcoBoost GTDi (250 КС), 2.3 EcoBoost GTDi са погоном на свим точковима (350 КС) (за RS 2.3 EcoBoost GTDi) и дизел мотори од 1.5 DuraTORQ TDCi (95, 105 и 120 КС) (за редизајн), 1.6 DuraTORQ TDCi (95, 105 и 115 КС) и 2.0 DuraTORQ TDCi (115, 140, 150, 163 и 185 КС). Сви мотори, сем 1.0 EcoBoost GTDi са 100 КС и понекада 1.6 Duratec Ti-VCT мотора, користе 6 степени мануелни мењач (што се тиче мануелних мењача).

#### Галерија
- III генерација
- III генерација, лимузина
- III генерација, караван
- унутрашњост
- III генерација, редизајн
- III генерација, редизајн
- III генерација, редизајн, лимузина
- III генерација, редизајн, караван
- унутрашњост, редизајн

### Четврта генерација (2018–)
Четврта генерација је званично покренута априла 2018. године. Као и претходна генерација долази у каросеријским верзијама хечбек, караван и седан, с тим што седан на већини европског тржишта није доступан. Заснован је на Фордовој Ц2 механичкој платформи, захваљујући чему је повећан користан простор у кабини, али и унапређена безбедност путника, док су аеродинамичке карактеристике побољшане, што је утицало и на смањење потрошње. Као и код Фокуса III редизајн, тако и у пре-фејслифту ове генерације је маска хладњака инспирисана стилом Астона Мартина.
Међуосовинско растојање је порасло за 52 мм у односу на претходну генерацију, а са друге стране, смањени су препусти каросерије преко предње и задње осовине. Отпор ваздуха хечбек верзије је смањен на 0,273. Поред тога, постигнуте су уштеде у маси возила, у неким варијантама и за 88 kg, што је уз побољшање аеродинамике допринело смањењу поторошње горива и CO2 емисије за 10 одсто. Опремљен је бројним најсавременијим технологијама и системима асистенције који унапређују безбедност у вожњи.
Поседује пет пакета опреме: Vignale, ST Line, ST, Active и Titanium. Од мотора уграђују се, бензински од 1.0 EcoBoost GTDi (85, 100 и 125 КС), 1.5 EcoBoost GTDi (150 и 182 КС) и дизел мотори од 1.5 EcoBlue (95 и 120 КС) и 2.0 EcoBlue (150 КС). У овој генерацији су стигли и благи хибриди уз оне мање бензинске моторе са турбином. Редизајн је представљен у октобру 2021. године.
Од редизајна, нема више дизел мотора за српско тржиште. Код редизајна су нова светла, измењен облик маске хладњнака и то што знак Форда стоји на масци, нови отвори, а код задњег дела су једино нова лед стоп светла, а у унутрашњости је ту нов екран, премештај старт стоп команде испод прекидача за климу. Ове измене зависе од пакета опреме. Наредне измене не зависе од пакета опреме: враћање ручице мењача код аутоматског мењача и премештај команде за централно закључавање и откључавање врата код команди за регулисање ретровизора.

#### Галерија
- IV генерација
- IV генерација, лимузина
- IV генерација, караван
- унутрашњост
- IV генерација, редизајн
- IV генерација, редизајн
- IV генерација, редизајн, караван
- унутрашњост, редизајн